# Rolling Ronny
Rolling Ronny, sottotitolato Rolling Ronny: The Errand-Boy soltanto nelle schermate, è un videogioco di tipo platform per i computer Commodore 64, Atari ST, Amiga e MS-DOS, pubblicato nel 1991 dalla tedesca Starbyte Software in patria e dalla Virgin Games all'estero. Ha per protagonista un pagliaccio che si sposta su pattini a rotelle.

## Trama
Nella città di Fieldington i ladri riescono a rubare i Gioielli della Corona inglese. Scotland Yard brancola nel buio. Ronny, il clown sui pattini del circo ed esperto fattorino, parte alla ricerca dei gioielli per aiutare la polizia. Dovrà attraversare diverse ambientazioni, tutte all'interno della città, dove i gioielli sono nascosti in vari punti all'interno di scatole. Alla fine del gioco Ronny verrà ricompensato con una settimana di vacanza in Svizzera.

## Modalità di gioco
Il gioco è un platform bidimensionale con scorrimento orizzontale. Ronny può pattinare in orizzontale, saltare e abbassarsi, e occasionalmente ci sono scale verticali su cui si può arrampicare. Come arma può sparare in orizzontale oggetti indefiniti, descritti dal manuale come salami, con munizioni limitate. Per superare ciascuno dei nove livelli deve giungere sano e salvo alla fermata del bus in fondo al percorso, dopo aver raccolto tutte le scatole di gioielli sparse e aver messo da parte abbastanza denaro per il biglietto dell'autobus.
Il denaro può essere raccolto sotto forma di monete, trovate in giro, rilasciate dai nemici distrutti, o rivelabili andando in punti segreti. Si incontrano anche dei passanti che propongono a Ronny di effettuare consegne retribuite; il giocatore può accettare l'incarico, rifiutare, o provare a trattare sul prezzo. Durante il gioco si possono incontrare negozi dove si può acquistare energia e altri power-up, ma è possibile anche trovarli direttamente da raccogliere. Alcuni power-up in particolare, come smart bomb o super salti, vengono messi in un inventario con un massimo di quattro icone, e vengono consumati dal giocatore quando lo desidera con i tasti funzione.
I nemici sono automobili, uccelli, oggetti animati e altre cose bizzarre, che riducono l'energia di Ronny in caso di contatto. Molti di essi si possono eliminare colpendoli più volte. È dannoso anche finire su acqua, buche e terreni accidentati. Inoltre c'è un limite di tempo per ogni livello. Si può ricominciare una partita dall'ultimo livello che si era raggiunto.

## Livelli
I titoli sono tratti dal manuale in italiano.
1. L'avvio (una via della città)
2. Le fogne
3. Il Parco Shakespeare
4. Uffici del municipio
5. Via Sterne
6. Via Spencer (altro livello sotterraneo)
7. I moli di Fieldington
8. Il Parco Seek
9. L'edificio di Scotland Yard